# Eoplaneta desforesti
Eoplaneta
Genre
Espèce
Eoplaneta est un genre fossile d'insectes dans l'ordre des Blattodea (les blattes). 
Eoplaneta desforesti est une espèce fossile dans le genre Eoplaneta, dans la famille des Blattidae et la sous-famille des Blattinae.

## Classification
Le genre Eoplaneta et l'espèce Eoplaneta desforesti sont décrits en 1937 par les paléontologues français Piton (1909-1945) et Théobald (1903-1981),,. 

### Fossiles
L'holotype est l'échantillon N° 2 de la collection « Des Forest », et de la localité de Menat dans le Puy-de-Dôme, en Auvergne.
Le gisement de Menat, qui repose à ciel ouvert sur les roches du socle ancien du Massif central, n'a pas de connexion avec l'Oligocène de la Limagne ; sa datation a été très discutée, le dépôt ayant pu commencer à se former dès la fin de l'Eocène .

### Sous-famille
L'appartenance du genre Eoplaneta à la sous-famille Blattinae a été confirmée par la thèse de Louis Émile Piton en 1940,.

### Étymologie
L'épithète spécifique latine desforesti honore le collectionneur « Des Forest » de l'holotype.

## Description

### Caractères
L'insecte est vu par la face ventrale, montrant le corps et les ailes.
Tête au vertex tronqué, de forme subtriangulaire, yeux réniformes. 
Prothorax peu élargi, les trois segments du thorax sont faciles à distinguer sur la face ventrale ; haches I (c1) rapprochées, trochanters I placés transversalement à l'arrière, trochanters II se touchant sur la ligne médiane, assez forts ; hanches III de même inclinaison que les hanches II, trochanters assez forts et presque en contact sur la ligne médiane ; sur les hanches II et III on voit une arête longitudinale à peine recourbée ; fémurs II et III non renflés, avec cils (?), tibia II sans cils.
Abdomen ovale, huit (?) segments visibles, dans la partie postérieure, l'abdomen est teinté en noir, ce qui cache les détails, les cerques (appendices) ne sont plus visibles.
Ailes dépassant l'abdomen, repliées sur le dos et se recouvrant en partie, l'extrémité manque. Nervures effacées par endroits, leur parcours ne peut plus être précisé, néanmoins on reconnaît les Sc, R, N et Cu ; R et Cu émettent de nombreuses nervures simples ou bifurquées, se dirigeant vers le bord antérieur ou le bord postérieur.

### Dimensions
Longueur totale avec les ailes 19 mm, sans les ailes 14 mm.

### Affinités
Louis Émile Piton et Nicolas Théobald ont distingué dans leur article Eoplaneta Des Foresti, échantillon N° 2 de la collection Des Forest de Zeunera Madeleinae L. Piton, défini précédemment dans le même article. La confrontation des figures 1 et 3 permet de repérer les différences :
« Eoplaneta diffère de Zeunera Madeleinae par la conformation du prothorax qui est beaucoup moins développé et laisse la tête dépasser à l'avant. Il a d'ailleurs de ce fait un aspect très curieux qui le ferait considérer comme un Homoptère. Mais la nervation et la disposition des ailes sont celles des Blattidés. Par la tête dont le vertex dépasse légèrement les prothorax, il se rapproche des Periplanetinae. Mais on ne voit pas très distinctement les cils sur les fémurs, aussi n'est-il pas certain que le fossile appartienne à ce groupe. Nous n'avons trouvé aucun genre actuel auquel nous puissions le rapporter. ».

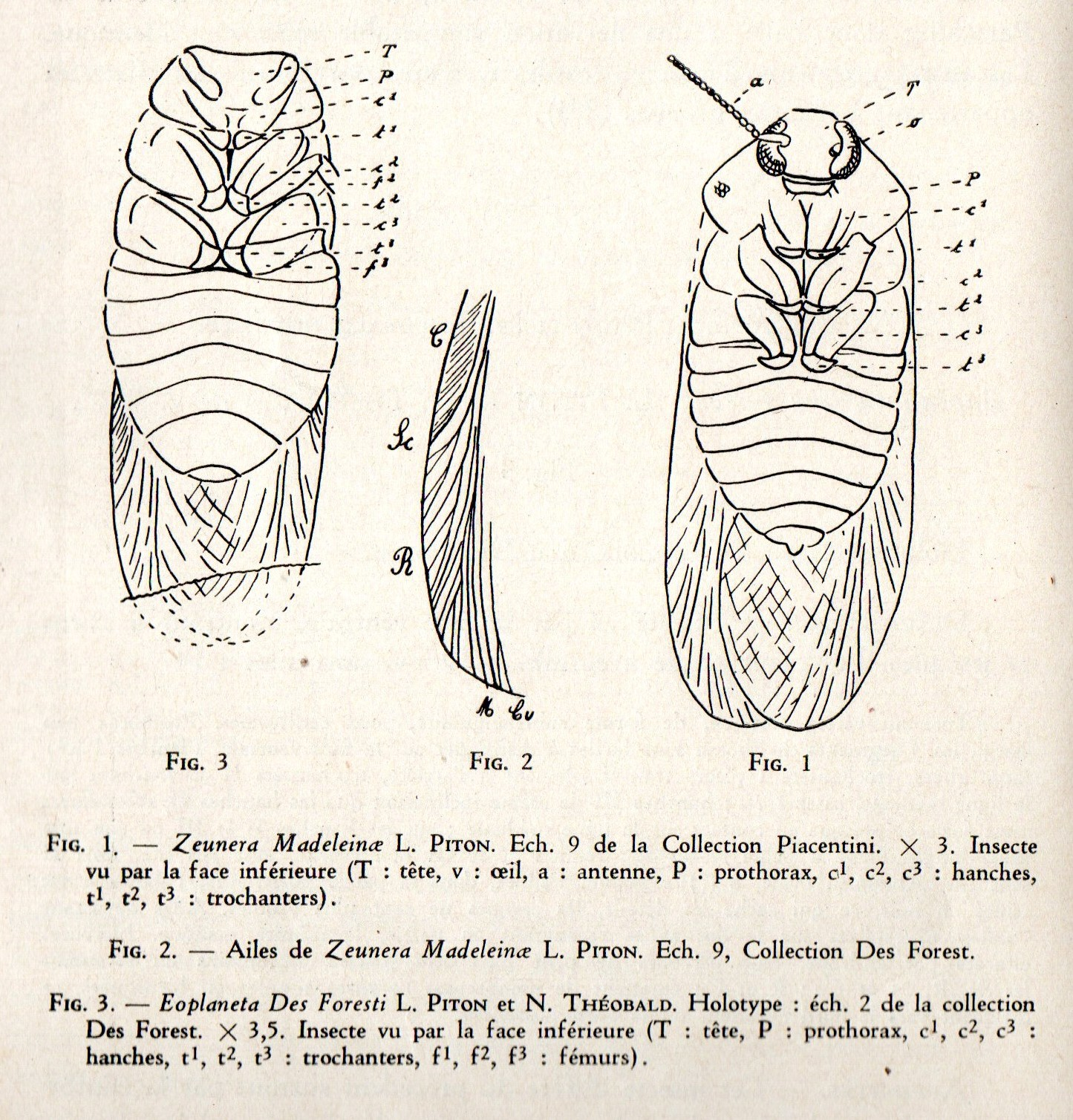
Eoplaneta Des Foresti, comparé à Zeunera madeleinae.

« Parmi les insectes fossiles, il n'existe pas non plus de forme identique qui ait déjà été décrite. Eoplaneta Des Foresti se distingue de Zeunera Madeleinae par le prothorax moins développé, par la forme et la position de la tête, par la disposition et la forme des hanches et des  trochanters. Quant aux Blattidés du Lutétien de Messel, elles sont de taille plus grande et ont un prothorax en forme de bouclier arrondi »..

## Biologie
Le gisement de Menat a fourni, outre les insectes, des poissons et des plantes qui ont permis de bien préciser l'environnement.
Pour les insectes, dont 23 échantillons appartenant à 13 espèces avaient été trouvés en 1937, le caractère thermophile est marqué. Outre les Blattidae, les Termitidae, il y a encore des espèces archaïques éocènes, qui orientent la datation sur l’Éocène moyen.
Louis Émile Piton a étudié les nombreux poissons, dont les genres sont encore représentés en Inde, Indochine, Indonésie et Philippines et penchait aussi plutôt pour un âge éocène moyen du gisement, tout en reconnaissant que les espèces ont pu se perpétuer jusqu'au Miocène.
Louis Laurent (1873-1946) a trouvé dans la flore une grande proportion d'espèces de l'Oligocène inférieur et penchait pour une datation sannoisienne (base de l'Oligocène). La flore est composée en parties égales par des espèces holarctiques et tempérées en voie de déclin et des espèces mésogéennes ou indo-africaines en progression.
On saisit par ces discussions tous les problèmes que pose la datation des roches. Les microclimats locaux peuvent offrir des refuges à des espèces archaïques ou des possibilités d'extension à des espèces pionnières.

### Publication originale
- [1937] Louis Émile Piton et Nicolas Théobald, « Les lignites et schistes bitumineux de Menat (Puy-de-Dôme). II: Les insectes fossiles de Menat. », Revue des Sciences Naturelles d'Auvergne, Tome 3,‎ 1937, p. 76-88 (OCLC 459519192). .